# Engoulevent de Jerdon
Caprimulgus atripennis
Espèce
Statut de conservation UICN

 LC  : Préoccupation mineure
L'Engoulevent de Jerdon (Caprimulgus atripennis) est une espèce d'oiseaux de la famille des Caprimulgidae.

## Répartition

Répartition de l'espèce.

Cette espèce vit dans le sud de l'Inde et au Sri Lanka.

## Étymologie
Le nom normalisé commémore le descripteur de l'espèce, le zoologiste britannique Thomas Caverhill Jerdon.